# Lilies
Lilies è un film del 1996 diretto da John Greyson.
Si tratta di un adattamento dell'opera teatrale Les feluettes di Michel Marc Bouchard.
Buona parte del film consiste in una rappresentazione teatrale che ha luogo in un carcere, in occasione della visita di un vescovo per la confessione del detenuto Simon. Tutti i ruoli della recita, compresi quelli femminili, sono interpretati dai prigionieri.

## Trama
Ambientato in una prigione del Québec durante i primi anni '50: Jean Bilodeau, vescovo cattolico locale, va in carcere per ascoltare la confessione di Simon Doucet, un detenuto molto malato. Ma, appena entrato, ci sarà una grande sorpresa ad attenderlo; difatti il carcerato, assieme ai suoi compagni e con l'aiuto sia delle guardie che dei collaboratori del vescovo, insceneranno una versione teatrale di ciò ch'è accaduto nel lontano 1912, quando i giovani Jean e Simon all'epoca appena diciottenni erano amici molto stretti.
Viene messo in scena un periodo durante la giovinezza dei due, a Roberval nel Canada di lingua francese, quando entrambi dovettero per la prima volta venire a patti con la loro omosessualità. Simon si trova ad avere una relazione sentimentale romantica con Vallier, mentre Jean cerca in tutti i modi di reprimere questa sua "tendenza", che considera peccaminosa.
Disperatamente Jean cerca di convincere Simon ad entrare in seminario assieme a lui, ma invano.
Tutti e tre sono poi coinvolti in una recita scolastica che dovrebbe rappresentare il martirio di San Sebastiano, con Simon che interpreta il ruolo principale. L'intera vicenda del Santo vissuto nei primi secoli dell'era cristiana, con tutto il gioco di sottintesi omoerotici che sembra contenere in sé, contribuisce al deciso risveglio sessuale di Jean, il quale inconsciamente si trova a soffrire d'amor non corrisposto nei confronti di Simon.
Jean conosce perfettamente la natura omosessuale del rapporto tra Simon e Vallier, ed un pomeriggio appena finite le prove del dramma si decide ad affrontare con loro la questione. Simon, irridente, gli dà un bacio appassionato per sfida; esattamente in quel momento la madre di Vallier, contessa de Tilly, li sorprende, costringendo Simon a fuggire. La donna, che è mentalmente un poco instabile, si mette a raccontare in giro quel che ha veduto.
Il padre di Simon, venuto a conoscenza del fatto, va su tutte le furie e, dopo averlo trovato, lo picchia selvaggiamente, al punto da aver bisogno delle cure d'un medico. Il ragazzo incontrerà subito dopo una giovane baronessa, Lydie-Ann, con la quale sembra rinunziare definitivamente al suo amore per Vallier: i due si fidanzano ufficialmente.
Tuttavia la madre di Vallier arriva ad incoraggiare il figlio a partecipare alla festa di fidanzamento e a dichiarare il proprio amore nei confronti di Simon. Alla festa risulta subito evidente che Simon non ha in realtà mai rinunziato al suo amore per Vallier e s'è messo assieme alla ragazza solo per apparire eterosessuale. Ferita da questo comportamento, Lydie-Ann rivela alla madre di Vallier che il suo ex-marito vive felicemente a Parigi con una nuova moglie e un figlio: questa notizia da un ulteriore colpo alla sanità mentale della donna.
Dopo la festa, Simon e Vallier s'incontrano per un ultimo incontro; qui la contessa attira i due ragazzi nel bosco e convince il figlio a strangolarla e seppellirla sotto le foglie. Jean è testimone dell'omicidio di Vallier, e a questo punto si spinge a confessare il proprio amore per Simon: respinto, appicca il fuoco alla stanza ove si trovano Simon e Vallier e chiude la porta a chiave dall'esterno. Poiché non vi sono finestre e nessun altro modo per fuggire, i due ragazzi vengono presto sopraffatti dal fumo e dal calore insopportabile e perdono i sensi. Jean però, colto dai rimorsi, torna sui suoi passi appena in tempo per portar fuori e salvare Simon, ma volutamente lascia Vallier morire tra le fiamme.
L'omicidio di Vallier è il reato per il quale è stato ingiustamente arrestato e condannato Simon; la rappresentazione è uno stratagemma per ottener una confessione di colpevolezza dall'attuale vescovo. Come risultato finale, Jean Bilodeau chiede a Simon d'ucciderlo per liberarsi una volta per tutte dai sensi di colpa, ma quest'ultimo sprezzantemente si rifiuta d'accontentarlo.

## Riconoscimenti
- Montreal World Film Festival 1996 –miglior film canadese Film - vinto
- L.A. Outfest 1997 – migliore narrativa - vinto
- Austin Gay and Lesbian International Film Festival 1997 – premio del pubblico - vinto
- Genie Award 1996 per il miglior risultato nel montaggio - vinto
- Genie Award 1996 per il miglior risultato nella musica (colonna sonora originale) - vinto
- Genie Award 1996 migliori costumi - vinto
- Genie Award 1996 per il miglior risultato nella fotografia - vinto
- Genie Award 1996 per il miglior risultato nella regia - candidatura
- Genie Award 1996 miglior attore in un ruolo principale - Danny Gilmore - candidatura
- Genie Award 1996 miglior attore in un ruolo principale - Jason Cadieux - candidatura
- Genie Award 1996 miglior attore in un ruolo principale - Matthew Ferguson - candidatura
- Genie Award 1996 miglior interpretazione di un attore protagonista - Alexander Chapman - candidatura
- Genie Award 1996 per la migliore sceneggiatura adattata - candidatura
- Genie Award 1996 per il miglior montaggio sonoro - candidatura
- Genie Award 1996 miglior colonna sonora - candidatura
- Genie Award 1996 miglior montatore - candidatura
- Genie Award 1996 migliore fotografia - candidatura
- GLAAD Media Awards 1998 nella categoria miglior film della piccola distribuzione - candidatura
- Locarno International Film Festival 1996 – Golden Leopard - candidatura